# Libnotes sumatrana
Libnotes sumatrana är en tvåvingeart som beskrevs av Edwards 1919. Libnotes sumatrana ingår i släktet Libnotes och familjen småharkrankar. Inga underarter finns listade i Catalogue of Life.